# Faure Gnassingbé
Faure Essozimna Gnassingbé (ur. 6 czerwca 1966 w Afagnanie) – togijski polityk, minister zaopatrzenia, kopalń, poczty i telekomunikacji w latach 2003–2005. Prezydent Togo od 5 do 25 lutego 2005 oraz ponownie od 4 maja 2005 do 3 maja 2025. Premier Togo od 3 maja 2025.
Faure Gnassingbé, syn wieloletniego prezydenta Gnassingbé Eyadémy, po ukończeniu studiów za granicą rozpoczął karierę polityczną w kraju. W 1999 został członkiem parlamentu, a w 2003 członkiem rządu. 5 lutego 2005 po śmierci ojca, z naruszeniem konstytucji i przy poparciu wojska, został mianowany prezydentem Togo. Złamanie prawa wywołało protesty społeczności międzynarodowej, zwłaszcza ze strony Unii Afrykańskiej i Wspólnoty Gospodarczej Państw Afryki Zachodniej (ECOWAS). Pod wpływem nacisków i nałożonych sankcji Gnassingbé zrezygnował ze stanowiska prezydenta i zgodził się przeprowadzić wybory prezydenckie.
Wybory, przeprowadzone w kwietniu 2005 w atmosferze przemocy, zamieszek i protestów opozycji, przyniosły mu zwycięstwo i powrót na urząd szefa państwa. W sierpniu 2006 doprowadził do porozumienia politycznego z partiami opozycyjnymi, w rezultacie którego w październiku 2007 przeprowadzono wolne wybory parlamentarne. W marcu 2010 uzyskał reelekcję w wyborach prezydenckich, których wyniki zostały jednak odrzucone przez opozycję.
Polityka zagraniczna prezydenta Gnassingbé opiera się na zasadzie niezaangażowania. Utrzymuje poprawne stosunki z państwami regionu, do szczególnie ważnych należą relacje z Francją, Niemcami i Chinami. Choć w czasie jego prezydentury odnotowano stopniową poprawę ochrony praw człowieka, w kraju w dalszym ciągu dochodzi do przypadków naruszeń praw osób zatrzymanych, ograniczania swobody wypowiedzi i bezkarności służb bezpieczeństwa.

## Życiorys

### Młodość i edukacja
Urodził się w 1966 w Szpitalu Braci Zakonu św. Jana Bożego w Afagnan w prefekturze Lacs w Togo. Jego ojciec, pochodzący z miasta Kara, Gnassingbé Eyadéma, był prezydentem Togo w latach 1967–2005. Matka, Sabine Mensah, pochodziła z prefektury Agou.
Rozpoczął naukę w szkole Ecole Primaire Publique du Camp RIT w Lomé, w której w 1977 uzyskał certyfikat edukacji I stopnia (CEPD). W latach 1977–1978 uczęszczał do Kolegium Protestanckiego w Lomé, a następnie do Kolegium Chaminade w mieście Kara, które ukończył w 1982. Od 1982 do 1985 kształcił się w Liceum Wojskowym w Saint-Cyr we Francji, które ukończył z wyróżnieniem. W latach 1985–1989 studiował zarządzanie na paryskiej Sorbonie (Université Paris-Dauphine). Od 1992 do 1997 studiował na George Washington University w Waszyngtonie, na którym ukończył Master of Business Administration. Rok później powrócił do Togo.

### Początek działalności politycznej
Po powrocie do ojczyzny, w marcu 1999 został wybrany w skład Zgromadzenia Narodowego z okręgu Blitta. W parlamencie stanął na czele Komisji ds. Stosunków Zewnętrznych i Współpracy. W wyborach parlamentarnych w październiku 2002 odnowił mandat deputowanego.
27 lipca 2003 został mianowany ministrem zaopatrzenia, kopalń, poczty i telekomunikacji w gabinecie premiera Koffiego Samy i pełnił tę funkcję do lutego 2005.
W ostatnich latach prezydentury swego ojca był postrzegany jako jego potencjalny sukcesor. Spekulacje te nasiliły się zwłaszcza po objęciu przez niego funkcji ministra. Prezydent Gnassingbé Eyadéma zaprzeczał jakimkolwiek zarzutom o prowadzeniu polityki dynastycznej, twierdząc, że wybór jego następcy leży w gestii narodu. W grudniu 2002 w Togo uchwalono nowe prawo, obniżające wiek prezydenta z 45 do 35 lat. Zdaniem opozycji ruch ten miał umożliwić ubieganie się przez Faure Gnassingbé o fotel prezydencki.

### Przejęcie władzy

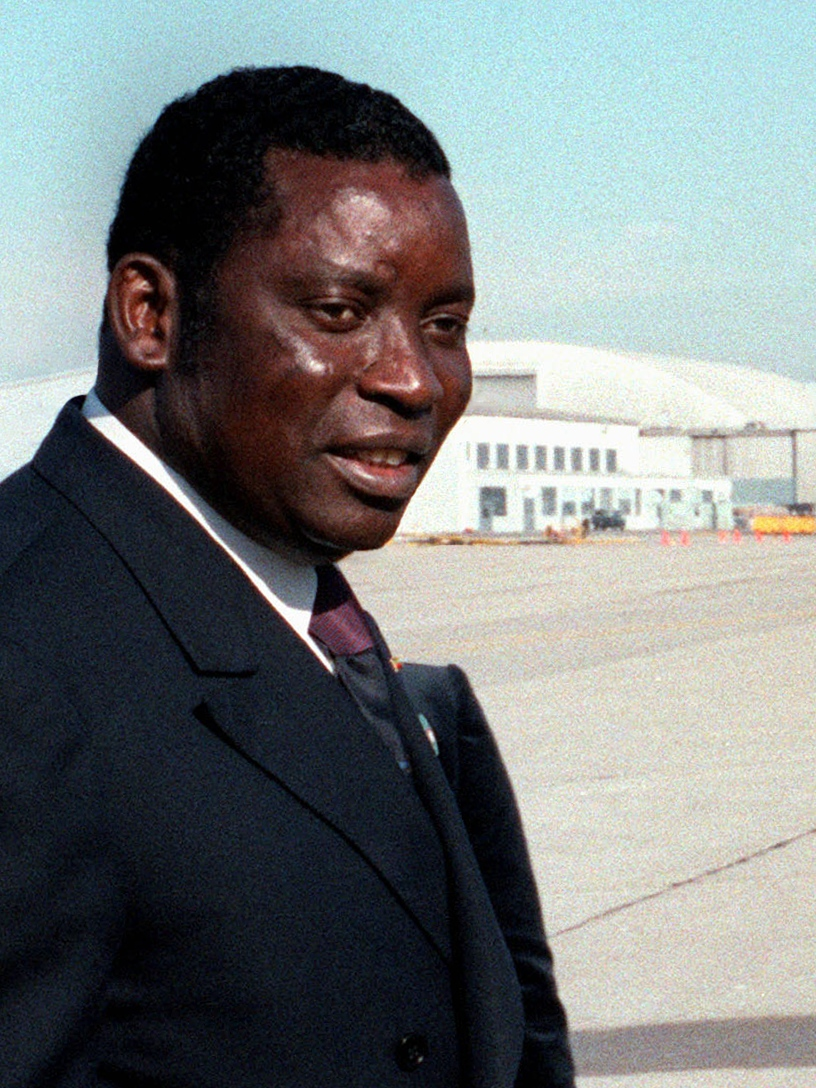
Gnassingbé Eyadéma, rządzący Togo przez 38 lat, do czasu swojej śmierci w 2005

5 lutego 2005, w wieku 67 lat, na zawał serca zmarł nieoczekiwanie prezydent Gnassingbé Eyadéma. Zgodnie z konstytucją, po opróżnieniu urzędu prezydenta obowiązki głowy państwa miały przypaść przewodniczącemu Zgromadzenia Narodowego do czasu przeprowadzenia w ciągu 60 dni nowych wyborów prezydenckich. Funkcję tę sprawował wówczas Fambaré Ouattara Natchaba, który w chwili śmierci prezydenta przebywał w sąsiednim Beninie. Zaraz po śmierci Gnassingbé Eyadémy zamknięte zostały wszystkie granice lądowe i powietrzne. Jednocześnie szef armii, generał Zakari Nandja poinformował o przekazaniu funkcji p.o. prezydenta ministrowi Faure Gnassingbé w celu uniknięcia kryzysu przywództwa. Decyzję tę argumentował nieobecnością w kraju przewodniczącego parlamentu.
Unia Afrykańska (UA) 6 lutego 2005 ostro potępiła przejęcie władzy przez Gnassingbé oraz określiła je mianem wojskowego zamachu stanu. Jej przewodniczący, Olusẹgun Ọbasanjọ oświadczył, że UA „nie zaakceptuje żadnej niekonstytucyjnej zmiany władzy w Togo”. Unia Europejska, ONZ oraz Francja zaapelowały do Togo o poszanowanie zasad konstytucji. UE zagroziła, iż poprzez ostatnie wydarzenia ucierpieć mogą jej stosunki z Togo i wezwała kraj do „ścisłego poszanowania procedur konstytucji”.
7 lutego 2005 parlament Togo zalegalizował władzę Faure Gnassingbé, mianując go nowym przewodniczącym parlamentu na miejsce zdymisjonowanego Outattary. Parlament zmienił konstytucję, znosząc obowiązek przeprowadzenia wyborów prezydenckich w ciągu 60 dni od śmierci prezydenta. Zgodnie z poprawkami przewodniczący parlamentu przejmował funkcję szefa państwa i pełnił ją do końca kadencji swego poprzednika. Tego samego dnia Gnassingbé został oficjalnie zaprzysiężony na stanowisku prezydenta kraju. Ceremonię zaprzysiężenia próbował przerwać protest studentów, jednak jego uczestnicy zostali zatrzymani przez policję, a w kraju wprowadzono zakaz demonstracji w okresie dwóch miesięcy.
Opozycja sprzeciwiając się zamachowi stanu wezwała do dwudniowego protestu pod hasłem „Togo, kraj umarły”. Akcja, będąca formą obywatelskiego nieposłuszeństwa, miała polegać na pozostaniu w domach i nie podejmowania swoich obowiązków zawodowych.
9 lutego 2005 prezydent Gnassingbé wygłosił pierwsze orędzie do narodu, w którym by złagodzić napięcia społeczne obiecał przeprowadzenie „wolnych i przejrzystych wyborów, tak szybko jak tylko to możliwe”. 10 lutego 2005, w odpowiedzi na zamach stanu, państwa ECOWAS zwołały specjalny szczyt w sprawie Togo w Nigrze, na którym nie uznały nowego prezydenta i potępiły sposób zmiany władzy. ECOWAS zagroziła nałożeniem sankcji w przypadku nieprzywrócenia porządku konstytucyjnego oraz nierozpoczęcia procesu organizacji wyborów. Nałożeniem sankcji w przypadku nieprzywrócenia „legalności konstytucyjnej” zagroziła również Unia Afrykańska. W miarę upływu czasu państwa Afryki Zachodniej oraz społeczność międzynarodowa poddawały prezydenta Gnassingbé coraz większej presji, żądając zorganizowania wyborów prezydenckich. Sytuacja zaostrzyła się jeszcze bardziej po tym, jak togijskie władze odmówiły wjazdu na teren kraju nigeryjskiej delegacji, udającej się do Lomé na rozmowy koncyliacyjne. Nigeria w proteście odwołała z Togo swojego ambasadora. Państwa ECOWAS zażądały przyjazdu prezydenta Gnassingbé na rozmowy do Niamey, a w przypadku odmowy zagroziły natychmiastowym nałożeniem sankcji i wykluczeniem z organizacji. Prezydent Gnassingbé nie przybył osobiście do Nigru, lecz wysłał tam delegację państwową, na czele z premierem Koffim Saną. Liderzy państw ECOWAS podczas spotkania wezwali przedstawicieli prezydenta do respektowania zasad konstytucji i jeszcze raz zagrozili sankcjami. W tym samym czasie, od 11 do 12 lutego w Lomé doszło do protestów opozycji. W ich wyniku śmierć poniosły 3 osoby po tym, jak policja otworzyła ogień do demonstrujących.
17 lutego 2005 odbył pierwszą zagraniczną podróż od czasu przejęcia władzy. Udał się do Nigerii na rozmowy z prezydentem Olusẹgunen Ọbasanjọ, sprawującym jednocześnie kierownictwo w UA. W czasie spotkania Ọbasanjọ raz jeszcze wezwał prezydenta Togo do przeprowadzenia wyborów, podtrzymując ultimatum państw ECOWAS. W sytuacji coraz większego nacisku, 18 lutego prezydent Gnassingbé w telewizyjnym wystąpieniu, zgodził się na zorganizowanie wyborów prezydenckich w ciągu 60 dni oraz zniósł zakaz zgromadzeń publicznych. Nie zrezygnował jednak z funkcji szefa państwa. 19 lutego 2005 państwa ECOWAS uznały jego działania za niewystarczające i nałożyły na Togo sankcje. Sankcje obejmowały zawieszenie kraju w członkostwie w organizacji, odwołanie ambasadorów, nałożenie zakazu wjazdu togijskich decydentów na terytorium państw ECOWAS oraz embargo na handel bronią. ECOWAS oraz Unia Afrykańska zażądały rezygnacji Gnassingbé ze stanowiska prezydenta. Stany Zjednoczone zagroziły wstrzymaniem całej swojej pomocy wojskowej oraz rewizją całości wzajemnych stosunków.
Pod wpływem presji ze strony społeczności międzynarodowej, parlament Togo 21 lutego 2005 unieważnił uchwalone wcześniej zmiany konstytucji. Gnassingbé w dalszym ciągu nie godził się jednak na rezygnację ze stanowiska. 25 lutego 2005 Unia Afrykańska w czasie szczytu w Addis Abebie zawiesiła Togo w prawach członka oraz uchwaliła sankcje przyjęte wcześniej przez państwa ECOWAS. Wezwała również swoich członków do jak najszybszego wprowadzenia w życie uchwalonych sankcji. Kilka godzin później Faure Gnassingbé ogłosił rezygnację ze stanowiska prezydenta i zarazem przewodniczącego parlamentu oraz zgodził się na przeprowadzenie wyborów prezydenckich w przeciągu dwóch miesięcy. Nowym przewodniczącym parlamentu został wybrany Bonfoh Abbass, który przejął również obowiązki głowy państwa. Jeszcze tego samego dnia Gnassingbé został mianowany kandydatem swojej partii, Zgromadzenia Ludu Togijskiego (Rassemblement du Peuple Togolais, RPT) w wyborach prezydenckich. 26 lutego 2005 ECOWAS zniosło sankcje nałożone na Togo ze skutkiem natychmiastowym, a rzecznik prezydenta Ọbasanjọ określił decyzję Gnassingbé jako „zwycięstwo demokracji”.

### Wybory prezydenckie 2005
Na początku marca 2005 p.o. prezydenta Bonhof Abbass wyznaczył termin wyborów prezydenckich na dzień 24 kwietnia. Głównym przeciwnikiem Gnassingbé został kandydat zjednoczonej opozycji, Emmanuel Bob-Akitani. Lider opozycji Gilchrist Olympio nie mógł uczestniczyć w wyborach z powodu konstytucyjnego wymogu zamieszkiwania w kraju przez co najmniej 12 miesięcy. W kwietniu rozpoczęła się w Togo kampania wyborcza. Opozycja domagała się przesunięcia terminu wyborów, argumentując że dostała za mało czasu na należyte przygotowanie się do nich. Faure Gnassingbé sprzeciwiał się jakiemukolwiek opóźnianiu wyborów. Kampania wyborcza miała bardzo gwałtowny przebieg i była przepełniona przemocą. 18 kwietnia 2005 w starciach zwolenników rywalizujących obozów zginęło 7 osób, a prawie 150 zostało rannych. W sytuacji powtarzających się aktów przemocy minister spraw wewnętrznych Francois Boko zaapelował o przełożenie terminu wyborów, obawiając się wybuchu wojny domowej. W odpowiedzi pełniący obowiązki prezydenta Bonhof Abbass natychmiast go zdymisjonował i zapowiedział, że wybory odbędą się zgodnie z planem.

W czasie wyborów prezydenckich w 2005 Togo, niewielki kraj w Afryce, doświadczyło gwałtownych aktów przemocy

Gnassingbé przedstawił swój program wyborczy w postaci listy 20 obietnic. Zobowiązania dotyczące rozwoju kraju nazwane zostały 20 razy Faure. Zobowiązywał się do podejmowania skuteczniejszych działań, mających służyć: pojednaniu i jedności, współpracy międzynarodowej, zwiększeniu bezpieczeństwa, rozwojowi demokracji, sprawiedliwości, wolności, dobremu zarządzaniu, rozwojowi społeczeństwa obywatelskiego, młodzieży i rozwojowi edukacji, poprawie sytuacji kobiet i emerytów, tworzeniu miejsc pracy i zwiększaniu wolności gospodarczej, rozwojowi miast i mieszkalnictwa, tworzeniu wielkich projektów państwowych, poprawie opieki zdrowotnej, rozwojowi rolnictwa, rozwojowi sportu i kultury, rozwojowi rzemieślnictwa i turystyki, zwiększaniu dostępności kredytów, poprawie komunikacji.
Wybory prezydenckie odbyły się 24 kwietnia 2005 i miały bardzo burzliwy przebieg. Zaraz po ich zakończeniu doszło do zamieszek zwolenników opozycji z policją. Opozycja zarzuciła władzy sfałszowanie głosowania. Wszystkie opozycyjne siły polityczne skarżyły się na nieprawidłowości w trakcie wyborów. Przedstawiciele opozycji powiadomili o przypadkach kradzieży i niszczenia urn wyborczych w okręgach, w których zwyczajowo otrzymywali silne poparcie. W celu złagodzenia napięć społecznych w kraju, Faure Gnassingbé i lider opozycji Gilchrist Olympio udali się do Abudży na wspólne rozmowy z prezydentem Ọbasanjọ. Rozmowy, których celem było uzyskanie zgody obu stron na utworzenie wspólnego „rządu jedności narodowej” zakończyły się jednak fiaskiem.
26 kwietnia 2005 Gnassingbé został ogłoszony zwycięzcą wyborów prezydenckich, uzyskując 60% głosów poparcia. Jego rywal Emmanuel Bob-Akitani zdobył 38% głosów. Natychmiast po ogłoszeniu wyników na ulicach Lomé rozpoczęły się protesty zwolenników opozycji, która odrzuciła rezultat głosowania i zarzuciła władzom fałszerstwa. Prezydent elekt zaprzeczył jakimkolwiek fałszerstwom i wezwał opozycję do utworzenia wspólnego rządu. Olympio wykluczył jednak udział swojej partii w koalicji rządowej. Obserwatorzy z ECOWAS stwierdzili, że nieprawidłowości przy wyborach nie miały wpływu na ich wiarygodność. Uznali oni, że głosowanie „spełniło w zasadzie powszechnie wymagane kryteria i zasady organizacji wyborów”. Komisja Europejska potępiła powyborczą przemoc, przyjęła jednak wyniki wyborów bez podważania ich wiarygodności. Odmienne stanowisko zajął Parlament Europejski, który odrzucił wyniki wyborów. W przyjętej rezolucji uznał, że „okoliczności w jakich odbyły się wybory nie zapewniły zasad przejrzystości, pluralizmu i wolności obywateli do decydowania o swojej przyszłości”. Togijski parlament uznał to stanowisko za „nieprzyjacielskie” i podkreślił, że Unia Europejska nie wysłała swoich obserwatorów na wybory. Również międzynarodowe organizacje broniące praw człowieka uznały, że w warunkach panujących w Togo wolny udział w procesie wyborczym był niemożliwy, m.in. ze względu na stosowaną przez władze politykę zastraszania obywateli, arbitralne aresztowania zwolenników opozycji i bezprawne ograniczenia wolności zgromadzeń, stowarzyszeń i wolności słowa.
Kandydat opozycji Emmanuel Bob-Akitani nie uznał zwycięstwa Gnassingbé i jednostronnie ogłosił się prezydentem, twierdząc że zdobył 70% głosów. Ruch ten został potępiony zarówno przez ECOWAS, jak również przez pełniącego obowiązki prezydenta Bonhofa Abbassa i nowego prezydenta elekta. W wyniku powyborczych zamieszek zginęły setki osób, a tysiące uciekło do sąsiedniego Beninu i Ghany. Służby bezpieczeństwa i prorządowe bojówki dopuszczały się licznych naruszeń praw człowieka. Raport Wysokiego Komisarza Narodów Zjednoczonych do spraw Praw Człowieka Louise Arbour stwierdzał, że w wyniku zamieszek śmierć poniosło od 400 do 500 osób, a 38 tysięcy uciekło do Beninu i Ghany. Raport potwierdzał liczne przypadki poniżającego traktowania i stosowania tortur wobec więzionych osób.
4 maja 2005 Sąd Konstytucyjny ostatecznie potwierdził wyniki wyborów i zwycięstwo Faure Gnassingbé. Odrzucił również skargę opozycji, uznając ją za bezpodstawną. 4 maja 2005 Faure Gnassingbé został uroczyście zaprzysiężony na stanowisku prezydenta kraju. 27 maja 2005 Unia Afrykańska zniosła sankcje nałożone na Togo.

### Prezydentura

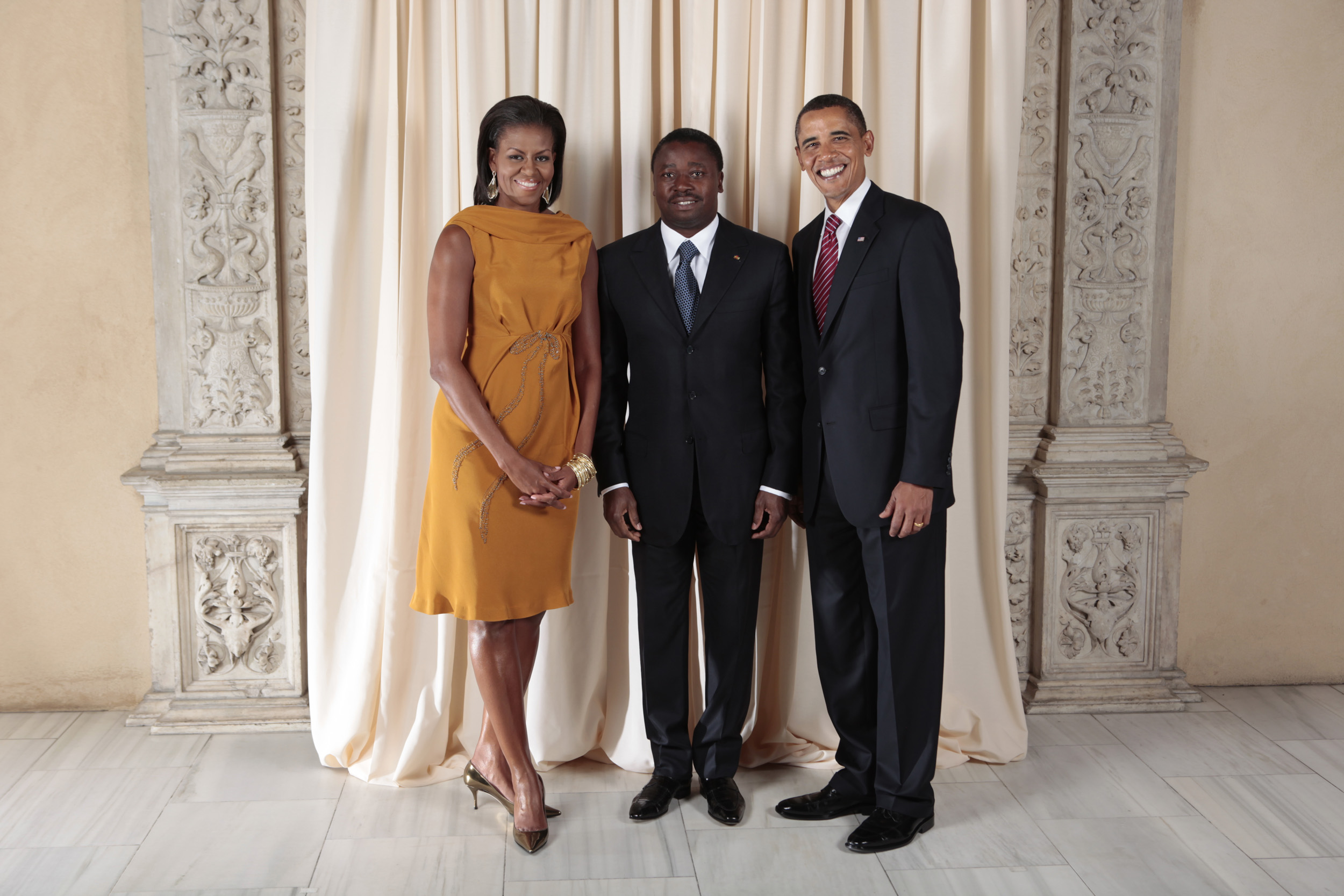
Prezydent Gnassingbé z prezydentem Barackiem Obamą i jego małżonką, 2009

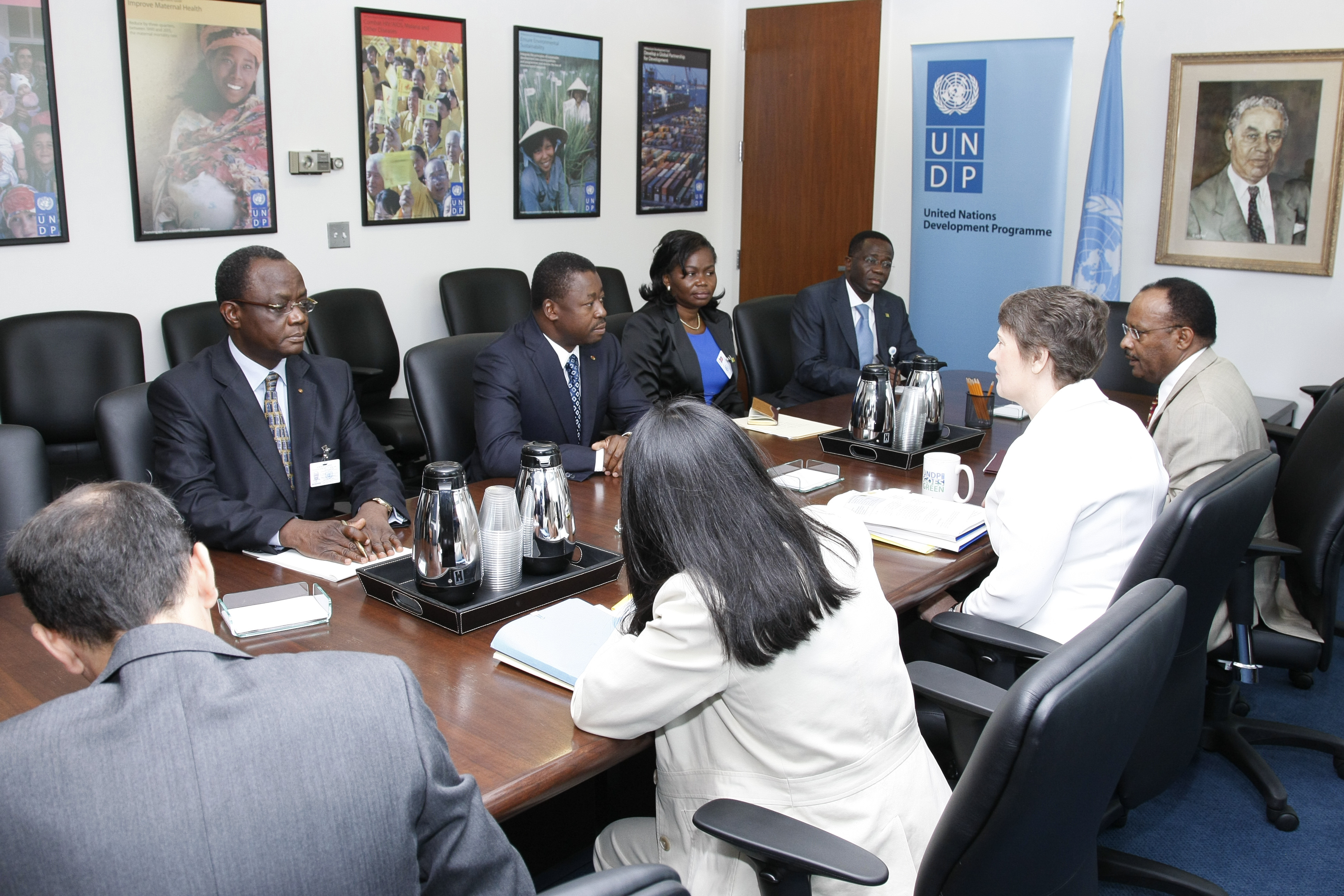
Gnassingbé w czasie posiedzenia UNDP, 2009

#### I kadencja (2005–2010)
Po wyborach prezydenckich społeczność międzynarodowa starała się przekonać prezydenta Gnassingbé oraz opozycję do utworzenia wspólnego rządu jedności narodowej. Do najważniejszych partii opozycyjnych należały: najliczniejsza Unia Sił Zmiany (Union des Forces du Changement, UFC) na czele Glichristem Olympio oraz Komitet Działania na rzecz Odnowy (Comité d’Action pour la Renouveau, CAR) pod przewodnictwem Yawoviego Agboyibo. Prezydent spotkał się z przedstawicielami opozycji na rozmowach w Abudży pod patronatem prezydenta Ọbasanjọ. Zgodził się na współpracę z wszystkimi frakcjami politycznymi oraz na powołanie wspólnego i otwartego dla wszystkich rządu. Yawovi Agboyibo postawił cztery warunki uczestnictwa opozycji w sprawowaniu władzy: powrót uchodźców, zakończenie prześladowań opozycji, śledztwo w sprawie przebiegu wyborów oraz rozmowy w sprawie podziału władzy pod międzynarodową egidą. Gnassingbé odrzucił żądania opozycji i po bezowocnych negocjacjach, 8 czerwca 2005 mianował na stanowisko premiera Edema Kodjo, lidera niewielkiej umiarkowanej partii opozycyjnej CPP (Convergence patriotique panafricaine). W skład rządu Kodjo nie weszli żadni przedstawiciele głównych partii opozycyjnych, a najważniejsze resorty pozostały w rękach RPT. Stanowisko ministra obrony objął brat prezydenta, Kpatcha Gnassingbé.
W kwietniu 2006 Gnassingbé uroczyście dokonał otwarcia nowego pałacu prezydenckiego. Jego budowę od 2004 prowadziła chińska spółka państwowa. Oddany do użytku pałac składał się z dwóch pięter i ponad 40 biur, sal bankietowych i konferencyjnych. W uroczystości jego otwarcia wziął udział ambasador Chin, które obiecały budowę w Togo również nowego budynku parlamentu.
Proces wewnętrznego dialogu z opozycją został wznowiony w 2006. W lutym 2006 premier Kodjo zwrócił się z prośbą o pomoc w mediacji do prezydenta Burkina Faso Blaise’a Compaoré. W marcu Compaoré spotkał się z prezydentem Gnassingbé w celu omówienia sposobu prowadzenia rozmów. Opozycja, która początkowo niechętnie odnosiła się do kandydatury Compaoré widząc w nim sprzymierzeńca władz, po dalszych negocjacjach zgodziła się na przystąpienie do dialogu. W lipcu 2006 Compaoré został oficjalnie mianowany mediatorem w procesie. Negocjacje władz z opozycją zorganizowane zostały w stolicy Burkina Faso, Wagadugu. 20 sierpnia 2006, po kilku dniach rozmów, prezydent Gnassingbé i 6 partii opozycyjnych podpisali porozumienie (Accord Politique Global), kończące konflikt polityczny w Togo. Przewidywało utworzenie wspólnego rządu, powołanie niezależnej komisji wyborczej złożonej z przedstawicieli wszystkich partii politycznych i organizacji obywatelskich oraz przeprowadzenie uczciwych i demokratycznych wyborów do parlamentu. Znosiło restrykcyjne ograniczenia w prawie wyborczym odnoszące się do zasad kandydowania, przewidywało rewizję list wyborców i równy dostęp do mediów publicznych w czasie kampanii wyborczej. Zakładało powołanie komisji ds. zbadania przemocy po wyborach w 2005 oraz zakazywało wojsku i służbom bezpieczeństwa ingerencji w sprawy polityczne kraju. 16 września prezydent mianował na stanowisko szefa rządu jedności narodowej lidera opozycyjnej partii CAR, Yawoviego Agboyibo, co doprowadziło do protestów największego ugrupowania opozycyjnego UFC. W konsekwencji UFC nie weszła do rządu, ale kontynuowała udział w dialogu politycznym. 20 września 2006 powołany został rząd składający się z 39 członków. 19 stanowisk ministerialnych objęło RPT, a 10 przypadło opozycji. W październiku 2006 powołana została Narodowa Niezależna Komisja Wyborcza (CENI), która następnie rozpoczęła przygotowania do organizacji wyborów do Zgromadzenia Narodowego.
Wybory parlamentarne odbyły się 14 października 2007 i uczestniczyły w nich po raz pierwszy wszystkie partie opozycyjne. Kampania wyborcza i samo głosowanie przebiegły, w odróżnieniu od poprzednich wyborów, w pokojowej atmosferze. Zwycięstwo uzyskało rządzące Zgromadzenie Ludu Togijskiego (RPT), które zdobyło 50 z 81 mandatów, podczas gdy UFC uzyskała 27, a CAR 4 miejsca w izbie. Zagraniczni obserwatorzy uznali wybory za wolne i sprawiedliwe, choć opozycyjna UFC zakwestionowała wyniki głosowania i wskazywała na pewne mankamenty procesu wyborczego. 3 grudnia 2007 prezydent Gnassingbé mianował nowym szefem rządu członka RPT, Komlana Mally’ego. Największe partie opozycyjne UFC i CAR nie weszły w skład gabinetu. We wrześniu 2008, po rezygnacji premiera Mally’ego, na czele rządu stanął bezpartyjny Gilbert Houngbo. W następstwie wyborów, przeprowadzonych zgodnie z międzynarodowymi standardami, społeczność międzynarodowa wznowiła pomoc finansową dla kraju.
W kwietniu 2009 władze Togo oskarżyły grupę starszych rangą oficerów o organizację zamachu stanu przeciwko prezydentowi Gnassingbé. Aresztowano pięciu podejrzanych wojskowych. Jednym z oskarżonych był również brat prezydenta, Kpatcha Gnassingbé, minister obrony do 2007. 12 kwietnia 2009 został on zatrzymany przez służby bezpieczeństwa w czasie nocnej akcji na jego dom. W trakcie strzelaniny zginęły wówczas dwie osoby, a 3 kolejne zostały ranne. Kpatcha Gnassingbé został osadzony w areszcie domowym, a następnie aresztowany. Odrzucił oskarżenia o udział w zamachu i stwierdził, że stał się ofiarą próby zabójstwa. W kolejnych dniach władze ujawniły zapasy broni, znalezione wedle oficjalnych informacji w jego domu i oskarżyły go o organizowanie buntu i nielegalne posiadanie broni ciężkiej.
W styczniu 2010, po ataku na reprezentację piłkarską Togo w czasie Pucharu Narodów Afryki w Angoli w wyniku którego zginęły trzy osoby, prezydent i rząd zdecydowali o wycofaniu się kraju z udziału w turnieju. Piłkarze wrócili do Togo prezydenckim samolotem, a w kraju ogłoszono trzydniową żałobę narodową. Do przeprowadzenia ataku przyznała się separatystyczna organizacja Front Wyzwolenia Enklawy Kabindy (FLEC), dążąca do odłączenia Kabindy od Angoli.

#### Wybory prezydenckie 2010
Jesienią 2009 władze Togo rozpoczęły przygotowania do organizacji wyborów prezydenckich. Mając w pamięci krwawe zamieszki powyborcze z 2005, podjęły kroki w kierunku przeprowadzenia bezpiecznego i uczciwego głosowania. W tym celu we wrześniu 2009 do życia powołano po raz drugi Niezależną Narodową Komisję Wyborczą (CENI), złożoną z przedstawicieli obozu rządzącego, opozycji i organizacji społecznych, której zadaniem było przygotowanie procesu wyborczego. Termin głosowania, początkowo ustalony na 28 lutego 2010, został ostatecznie wyznaczony na 4 marca 2010.
Prezydent Gnassingbé od początku jawił się jako pewny kandydat rządzącego Zgromadzenia Ludu Togijskiego (RPT). Zgodnie z oczekiwaniami, 12 stycznia 2010 został oficjalnie mianowany kandydatem partii w wyborach w czasie kongresu RPT w Lomé. Sam prezydent nie uczestniczył w zjeździe, ale jego rzecznik zapewnił zgromadzonych o przyjęciu nominacji przez głowę państwa. Na początku kampanii prezydenckiej 16 lutego 2010 Gnassingbé podkreślił ogromne znaczenie wyborów, które określił mianem „wielkiego testu” dla kraju. Powiedział, że wybory z 2005 były „traumatyczne dla wielu ludzi” i zapowiedział, że zrobi co w jego mocy dla jak najlepszej organizacji tego głosowania. Dodał, że zwycięstwo w warunkach przemocy byłoby „bez znaczenia”. Oficjalnie rozpoczął swoją kampanię 18 lutego w Atakpamé. Przy tej okazji zaapelował do mieszkańców o powierzenie mu swojego zaufania w celu „zapewnienia lepszej przyszłości wszystkim Togijczykom”. Natomiast na jej zakończenie, 2 marca 2010 pochwalił jej przebieg oraz wyraził pewność, że rezultat głosowania odzwierciedli wolę obywateli i wezwał wszystkich do poszanowania wyników.
Głównym rywalem prezydenta był kandydat głównej partii opozycyjnej UFC, Jean-Pierre Fabre. Opozycja przed wyborami wysuwała szereg postulatów dotyczących organizacji uczciwego głosowania. Domagała się rewizji list wyborców, zmniejszenia wielkości obowiązkowej dla kandydatów kaucji oraz wprowadzenia wyboru głowy państwa w dwóch zamiast w jednej turze. Jeden z opozycyjnych kandydatów oskarżył prezydenta o nadużywanie środków publicznych na cele własnej kampanii. W jej trakcie RPT dystrybuowało ryż po kosztach znacznie niższych niż rynkowe. Rzecznik partii stwierdził, że ryż i inne produkty pochodziły z dotacji od zwolenników prezydenta. W czasie kampanii na ulicach miast zdecydowanie dominowały plakaty urzędującego prezydenta. W swoim raporcie powyborczym, misja UE oskarżyła RPT o przekroczenie limitu wydatków na kampanię wyborczą o około 100 tys. USD, jednak władze partii odrzuciły te zarzuty.
Głosowanie w dniu 4 marca 2010 przebiegło spokojnie i sprawnie. Według oficjalnych wyników zatwierdzonych przed Sąd Konstytucyjny, prezydent Gnassingbé odniósł zdecydowane zwycięstwo, zdobywając 60,88% głosów (1,24 mln). Jego rywal Jean-Pierre Fabre uzyskał 33,93% głosów (692 tys.). Opozycja natychmiast odrzuciła wyniki, zarzucając władzom fałszerstwa wyborcze. Oprotestowała m.in. fizyczne zwożenie zliczonych głosów do CENI zamiast przesyłu przy użyciu systemu satelitarnego VSAT, który zdaniem komisji wyborczej uległ zepsuciu. Zwracała również uwagę na brak numerów seryjnych na kartach do głosowania, co jej zdaniem ułatwiało sztuczne wypełnianie urn wyborczych. Fabre wezwał swoich zwolenników do organizacji demonstracji w obronie jego zwycięstwa. W kolejnych kilku dniach w Lomé doszło do protestów, tłumionych siłą przez służby bezpieczeństwa.
Wybory w Togo monitorowane były przez międzynarodowych obserwatorów z ECOWAS i UE, która wcześniej zapewniła również finansowe wsparcie ich organizacji. W swoim raporcie misja UE nie stwierdziła dowodów fałszowania głosów lub sztucznego wypełniania urn wyborczych. Stwierdziła jednak, że partia rządząca mogła dopuścić się procesu kupowania głosów oraz zarzuciła jej przekroczenie dozwolonych środków na kampanię wyborczą o 100 tys. USD. Wyraziła również zaniepokojenie procesem zliczania głosów i odstąpieniem od systemu satelitarnego. Obserwatorzy z ECOWAS stwierdzili, że odnotowali problemy związane z kartami do głosowania.

#### II kadencja (2010–2015)
3 maja 2010 prezydent Gnassingbé został oficjalnie zaprzysiężony na drugą kadencję. W uroczystości uczestniczyli prezydenci Beninu, Burkina Faso, Ghany i Wybrzeża Kości Słoniowej. Opozycja nie pogodziła się z wynikami wyborów i również w dniu zaprzysiężenia prezydenta zorganizowała protest w stolicy.
5 maja 2010 do dymisji podał się premier Gilbert Houngbo. Dwa dni później Gnassingbé powierzył mu ponownie misję sformowania gabinetu. Rozpoczęły się wówczas rozmowy na temat stworzenia koalicyjnego rządu wspólnie z opozycją. Do rozmów przystąpił przewodniczący Unii Sił Zmiany (UFC) Gilchrist Olympio. Oznaczało to zwrot w polityce partii, która jak dotąd ostro krytykowała rządzącą partię i prezydenta, a także wykluczała możliwość uczestnictwa w rządzie. 27 maja 2010 strony podpisały porozumienie koalicyjne. Porozumienie zakładało wejście 7 ministrów z UFC do „rządu narodowej odbudowy” oraz reformę prawa wyborczego. Reforma miała obejmować zmianę granic okręgów wyborczych, sporządzenie nowego spisu ludności i aktualizację listy wyborców. Na czele specjalnego komitetu nadzorującego wdrażanie reformy stanął Olympio. Nowy rząd premiera Houngbo został zaprzysiężony 28 maja 2010. Składał się z 31 ministrów, w tym zgodnie z umową 7 z opozycyjnej UFC (uzyskała m.in. stanowisko ministra spraw zagranicznych). 29 maja 2010 zwolennicy prezydenta Gnassingbé zorganizowali w stolicy manifestację, popierającą jego „politykę pojednania narodowego, budowy pokoju i otwartości”.

#### Wybory prezydenckie 2015
W wyborach prezydenckich z 25 kwietnia 2015 Gnassingbé po raz wtóry pokonał Jeana-Perre'a Fabre'a, uzyskując reelekcję na trzecią kadencję. Gnassingbé uzyskał 58,8% głosów, a Fabre 35,2%. Frekwencja wyniosła 60,9%.

#### Wybory prezydenckie 2020
W 2019 roku Gnassingbé przeforsował poprawkę do konstytucji, która umożliwia mu pozostawanie na stanowisku prezydenta do 2030. 23 lutego 2020 został wybrany na czwartą kadencję, uzyskując 70,78% głosów. W październiku 2021 otrzymał nagrodę HeForShe od ONZ Kobiety za działania na rzecz społecznego awansu kobiet i równouprawnienia.

### Premier
6 maja 2024 Faure Gnassingbé podpisał ustawę o zmianie Konstytucji Togo. Nowela ta przekształciła ustrój Togo z  systemu prezydenckiego na parlamentarny. Znacząca część kompetencji prezydenta została przekazana premierowi. Przewidywała również, że prezydent będzie wybierany przez parlament, a nie jak dotychczas w wyborach powszechnych.
3 maja 2025 Zgromadzenie Narodowe wybrało Jeana-Luciena Savi de Tové na urząd prezydenta. Tego samego dnia Faure Gnassingbé rozpoczął urzędowanie na stanowisku premiera.

## Polityka zagraniczna

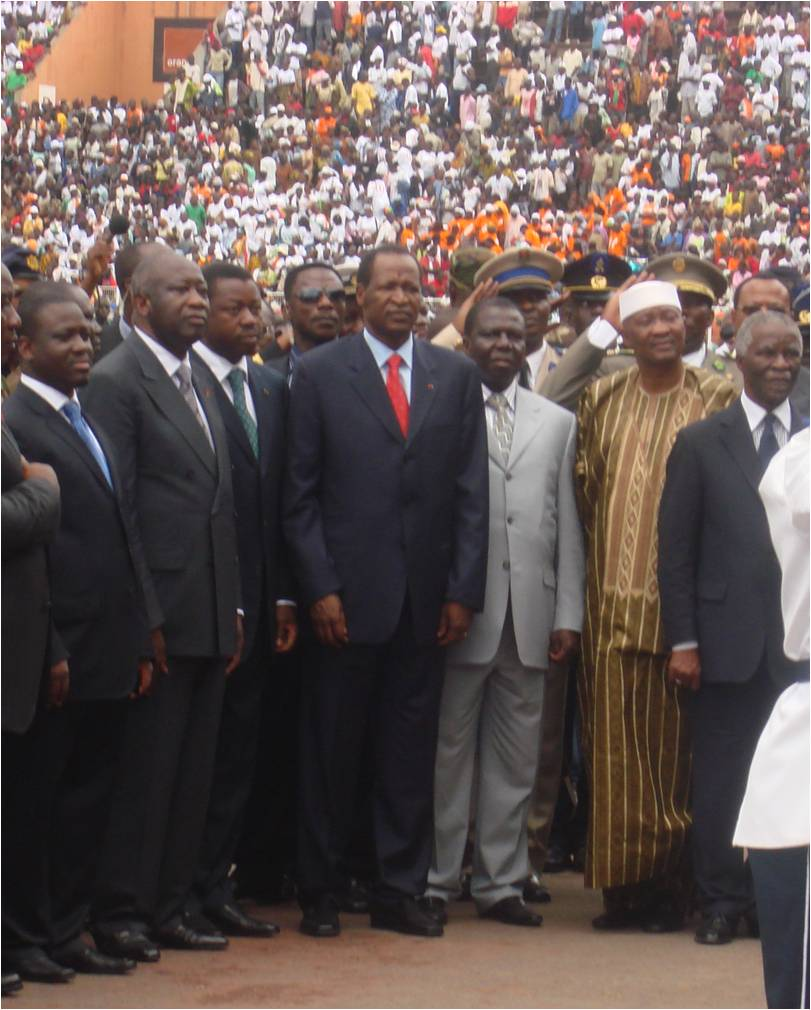
Prezydent Gnassingbé (trzeci z lewej) na uroczystościach zakończenia wojny domowej w Wybrzeżu Kości Słoniowej

Prezydent Faure Gnassingbé, podobnie jak jego ojciec, prowadzi politykę zagraniczną opierającą się na zasadzie niezaangażowania. Odwołując się do silnych historycznych i kulturalnych więzów z Europą Zachodnią, utrzymuje najbliższe stosunki z Francją i Niemcami, byłymi państwami kolonialnymi. Stosunki z Francją opierają się na współpracy w dziedzinach handlu, kultury, nauki i edukacji oraz w sferze wojskowej. W tej ostatniej oba państwa współpracują od kilkudziesięciu lat, Francja zapewnia pomoc w szkoleniu i wyposażeniu togijskich sił zbrojnych. W 2006, po podpisaniu porozumienia przez rząd togijski z opozycją, prezydent Francji Jacques Chirac, uważany za prywatnego przyjaciela zmarłego Gnassingbé Eyademy, zwiększył pomoc finansową dla Togo o dodatkowe 5 mln euro. W listopadzie 2008 prezydent Gnassingbé udał się z oficjalną wizytą do Francji, gdzie spotkał się z prezydentem Nicolas’em Sarkozy. W październiku 2009 francuski rząd anulował dług Togo w wysokości 47 mld franków CFA. W czerwcu 2009 Gnassingbé złożył wizytę w Niemczech, spotykając się z prezydentem Horstem Köhlerem i kanclerz Angelą Merkel. W grudniu 2009 również niemiecki rząd anulował część zadłużenia Togo o wartości 6 mld franków CFA. W czerwcu 2009 prezydent gościł u siebie w kraju premiera Hiszpanii José Luisa Zapatero.
Stosunki z krajami regionu układają się z reguły dobrze. Togo jest aktywne w regionalnych organizacjach międzynarodowych. W lipcu 2007 Gnassingbé wziął udział w uroczystościach zakończenia wojny domowej w Wybrzeżu Kości Słoniowej. W grudniu 2009 przejął przewodnictwo w organizacji OHADA.

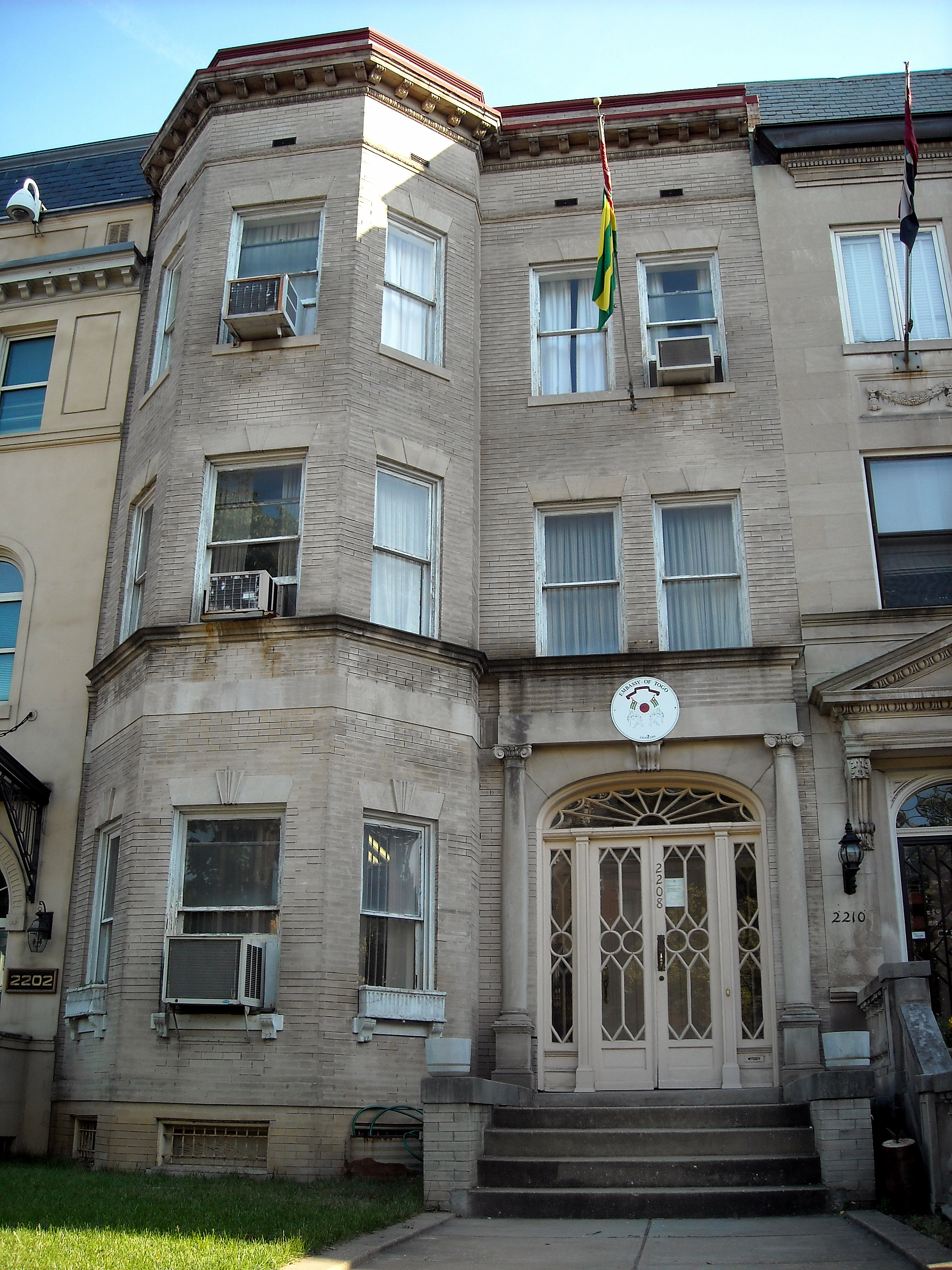
Ambasada Togo w USA

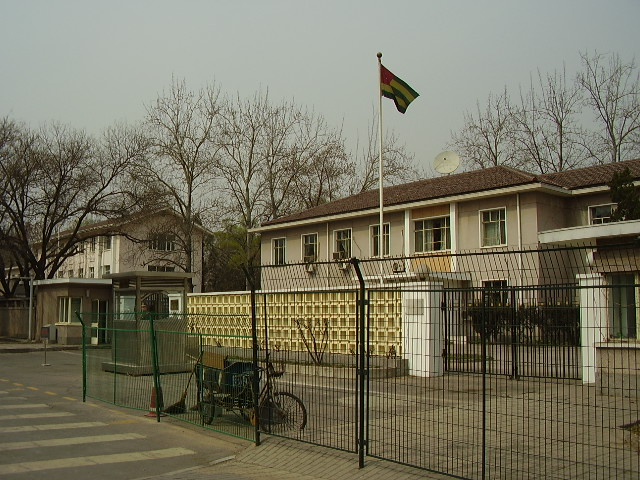
Ambasada Togo w Chinach

Stosunki ze Stanami Zjednoczonymi układają się dobrze od początku niepodległości kraju, chociaż USA nie są i nigdy nie były jednym z głównych partnerów handlowych Togo. W kraju funkcjonuje wiele amerykańskich pomocowych organizacji pozarządowych. Działa Korpus Pokoju, który skupia się na promocji rozwoju przedsiębiorczości, edukacji, ochrony środowiska i ochrony zdrowia.
W czasie prezydentury Gnassingbé wzrosło znaczenie stosunków z Chińską Republiką Ludową, poszukującą nowych źródeł surowców dla swojej rozwijającej się gospodarki i rosnących potrzeb konsumpcyjnych. Togo posiada bowiem bogate złoża fosforytów. W styczniu 2006 Gnassingbé udał się z wizytą do Pekinu. Wspólnie z przewodniczącym ChRL Hu Jintao zadeklarowali długookresowe wzmocnienie stosunków dwustronnych w takich dziedzinach jak rolnictwo, handel, telekomunikacja oraz infrastruktura. Już w kwietniu 2006 w Lomé został uroczyście otwarty zbudowany przez chińskie firmy pałac prezydencki. W lipcu 2006 wiceprzewodniczący ChRL Zeng Qinghong podpisał w Karze szereg porozumień technicznych, w tym przewidujące pomoc finansową i kredyty od chińskiego rządu na finansowanie projektów infrastrukturalnych oraz ramowe porozumienie na temat preferencyjnych kredytów na realizację projektu elektrowni wodnej. Rozpoczęto także współpracę gospodarczą z Indiami. W sierpniu 2006 rząd podpisał wartą 40 mln euro umowę z indyjskim holdingiem dotyczącą inwestycji w sektorze wydobywczym.
Po osiągnięciu porozumienia z opozycją w sierpniu 2006 i utworzeniu wspólnie z nią rządu, do kraju zaczęła stopniowo napływać wstrzymana pomoc zagraniczna. Poprawie uległy wówczas również stosunki z Unią Europejską (UE), która jednak w dalszym ciągu naciskała na proces demokratyzacji kraju. We wrześniu 2006 prezydent Gnassinbgé udał się z wizytą do Brukseli, Paryża i Rzymu, w czasie której Komisarz UE ds. Rozwoju i Pomocy Humanitarnej Louis Michel podkreślił, że normalizacja współpracy nie będzie możliwa bez organizacji w Togo demokratycznych wyborów parlamentarnych w 2007. W październiku i listopadzie UE odnotowała postęp w tym zakresie i 15 listopada 2006 Rada UE zdecydowała o uruchomieniu pomocy finansowej dla Togo w wysokości 40 mln euro, a w dalszej perspektywie kolejnych 110 mln euro (w latach 2008-2012).
W 2006 administracja prezydenta podjęła rozmowy z Międzynarodowym Funduszem Walutowym (MFW) mające na celu wznowienie programów pomocowych. Po przeprowadzeniu w październiku 2007 wyborów do parlamentu, uznanych za wolne i uczciwe przez międzynarodowych obserwatorów, do kraju szerszym strumieniem zaczęła napływać pomoc finansowa. UE zaraz po wyborach przywróciła wartą 26 mln euro pomoc finansową na rozwój miejski i projekty służące wzmocnieniu demokracji. Bank Światowy (BŚ) w lutym 2008 anulował 123 mln USD krajowych zaległości i w maju na nowo podjął współpracę z Togo. Afrykański Bank Rozwoju w lipcu 2008 również anulował warte 24 mln USD długi Togo. W październiku 2008 kraj został przyjęty do HIPC (Heavily Indebted Poor Countries), programu pomocowego MFW i BŚ dla najbardziej zadłużonych krajów świata. W czerwcu 2009 BŚ przyznał Togo 27 mln USD pomocy na odbudowę infrastruktury i sieci elektrycznej w Lomé. W listopadzie UE przekazała Togo pomoc wartą 15 mln euro, a MFW pomoc w wysokości 14 mln USD.
4 czerwca 2017 Faure Gnassingbé objął funkcję przewodniczącego ECOWAS, zastępując na tym stanowisku prezydent Liberii Ellen Johnson-Sirleaf. Na czele tej organizacji trzykrotnie (1977-1978, 1980-1981 i 1999) stał już jego ojciec. Następnym przewodniczącym został 31 lipca 2018 prezydent Nigerii Muhammadu Buhari.

## Prawa człowieka i swobody obywatelskie
W pierwszych miesiącach prezydentury Faure Gnassingbé międzynarodowe organizacje broniące praw człowieka oskarżyły władze o brutalną pacyfikację protestów opozycji w czasie kampanii przed wyborami prezydenckimi i tuż po nich. W lipcu 2005 Amnesty International (AI) opublikowała specjalny raport w tej sprawie na podstawie zeznań zebranych od świadków i uczestników wydarzeń. Informowała w nim o poważnych naruszeniach praw człowieka dokonywanych po wyborach przez togijskie służby bezpieczeństwa wspierane przez wojskowe bojówki związane z rządzącą partią RPT przeciw zwolennikom opozycji i zwykłym obywatelom. Dopuszczały się one wykonywania egzekucji, napadów, tortur, gwałtów i arbitralnych aresztowań. AI uznała reakcję służb za całkowicie nieadekwatną, gdyż protesty w większości wypadków przebiegały w sposób pokojowy. W raporcie nie potrafiła ocenić rzeczywistej liczby ofiar. Podała listę 150 zabitych, ale stwierdziła, że ofiar było znacznie więcej. Liczbę uchodźców, zbiegłych z powodu zamieszek do Beninu i Ghany, wyliczyła na ponad 30 tys. Oskarżyła władze o tuszowanie prawdziwych rozmiarów i liczby ofiar tragedii. Wezwała rząd do uwolnienia wszystkich przetrzymywanych bez zarzutów, rozpoczęcia śledztwa w sprawie popełnionych przestępstw i postawienia odpowiedzialnych za nie przed obliczem wymiaru sprawiedliwości, a także do zapewnienia długookresowej opieki medycznej i psychologicznej poszkodowanym i zapewnienia im należytego zadośćuczynienia.
W kolejnych latach jednym z głównych zarzutów stawianym pod adresem administracji prezydenta Gnassingbé był brak działań w kierunku wykrycia odpowiedzialnych za śmierć obywateli i postawienie ich przed obliczem sądu oraz dalsze tolerowanie bezkarności służb bezpieczeństwa. W lipcu 2007 władze Togo po raz pierwszy od 1999 wpuściły na teren kraju delegację Amnesty International. Organizacja ta w swoim raporcie z 2007 zarzuciła im dalsze stosowanie przemocy wobec więźniów zatrzymanych z powodów politycznych w 2005 oraz przetrzymywanie ich bez procesu sądowego. W maju 2007 Komitet ONZ ds. Tortur wyraził zaniepokojenie stosowaniem tortur wobec więźniów, ich złym traktowaniem i praktykowaniem arbitralnych aresztowań obywateli. Podkreślił przy tym zupełną bezkarność oprawców.
W 2008 władze powołały do życia Komisję Prawdy i Pojednania, której celem miało być zbadanie okoliczności przemocy po wyborach w 2005 i wskazanie winnych jej popełnienia. Przyjęte zostało również prawo o statusie togijskich sił zbrojnych, które zobowiązywało armię do działania w ramach obowiązującego prawa i nieangażowania się w kwestie polityki. W dorocznym raporcie AI informowała jednak, że pomimo przyjęcia przez rząd pakietu reform, w kraju w dalszym ciągu ograniczana była wolność wypowiedzi, wywierano naciski na niezależne media i dziennikarzy, a także nie zapewniono zadośćuczynienia ofiarom powyborczych protestów z 2005. Specjalni wysłannicy ONZ zanotowali natomiast liczne przypadki nieodpowiedniego traktowania i torturowania więźniów oraz przetrzymywania ich bez jasnej podstawy prawnej. Również Human Rights Watch wskazywała na główne problemy kraju, do których zaliczyła korupcję i bezkarność funkcjonariuszy państwowych, wywieranie wpływu przez władzę wykonawczą na sądownictwo, arbitralne zatrzymania, stosowania długiego aresztu, ograniczanie wolności zgromadzeń i stowarzyszeń, stosowanie przemocy i dyskryminacji wobec kobiet, napięcia etniczne oraz handel ludźmi, w tym zwłaszcza dziećmi.
W czerwcu 2009 prezydent Gnassingbé podpisał uchwaloną przez parlament ustawę znoszącą oficjalnie karę śmierci, która nie była wykonywana od 1978. W ten sposób Togo zostało 15 państwem w UA i 94 na świecie, w ustawodawstwie którego nie występował ten wymiar kary. W styczniu 2009 specjalni międzynarodowi wysłannicy odnotowali przypadki niewłaściwego traktowania więźniów. Zaś w sierpniu wysłannicy ONZ i AU, choć odnotowali spadek liczby ataków i aktów zastraszania obrońców praw człowieka, wyrazili zaniepokojenie ich stygmatyzacją przez władze i postrzegania jako przeciwników politycznych. AI w swoim raporcie z 2009 informowała o bezowocności prac Komisji Prawdy i Pojednania i dalszym braku zadośćuczynienia ofiarom przemocy z 2005. Wysoki Komisarz NZ ds. Praw Człowieka wezwał natomiast władze do zapewnienia bezpieczeństwa świadkom i ofiarom oraz ukarania sprawców. W lipcu 2009 Togijska Koalicja Obrońców Praw Człowieka wyraziła zaniepokojenie przypadkami utrudniania wolności wypowiedzi.

## Odznaczenia
- Honorowe obywatelstwo miasta Nashville oraz Ambasador Dobrej Woli stanu Tennessee w Stanach Zjednoczonych
- 2008 – odznaczony orderem zasługi Grand Cordon du Mérite przez Biuro Łącznikowe Afryki Zachodniej (OLAO), oddział Międzynarodowej Rady Sportu Wojskowego (CISM)
- 2008 – Honorowe Członkostwo Konferencji Współpracy Panafrykańskiej[1]
- 2010 – Krzyż Wielki Orderu Narodowego Beninu[95]

## Wyniki wyborcze
| Wybory prezydenckie | Miejsce | Procent głosów | Liczba głosów | Uwagi                             |
| ------------------- | ------- | -------------- | ------------- | --------------------------------- |
| 2005                | 1       | 60,15%         |               | odrzucenie wyników przez opozycję |
| 2010                | 1       | 60,88%         | 1 242 409     | odrzucenie wyników przez opozycję |
| 2015                | 1       | 58,8%          |               |                                   |
| 2020                | 1       | 70,78%         | 1 760 309     |                                   |
| Źródło:             |         |                |               |                                   |